# 리하르트 헤르만
리하트 프란츠 헤어만(독일어: Richard Franz Herrmann; 1923년 1월 28일~1962년 7월 27일)은 독일의 전 축구 선수이다. 그는 카토비츠(1934–1945)와 FSV 프랑크푸르트(1947–1960)에서 활약했다..
그는 서독 국가대표팀 일원으로 1954년 월드컵에 참가했다. 그는 3-8로 패한 헝가리와의 조별 리그 경기에서 득점을 올리기도 했다. 그러나, 그가 출전한 경기는 이 경기가 전부였고, 결승전에서 헝가리와 재회했을 때에는 결장했다. 그는 총 8번의 서독 국가대표팀 경기에 출전했다.
제2차 세계 대전에서 잉글랜드와 미국에 포로로 잡힌 후 잉글랜드 더비의 1008 수용소에 이송되었다. 그 수용소에서도 축구가 진행되었고, 더비 카운티의 직원들은 독일인 수용소에 재능 있는 자가 있다고 보고했다. 그러나, 헤어만은 가능하면 독일로 복귀하기를 희망했다. 1947년에 풀려났을 때, 그는 1008 수용소에서 같이 풀려나온 동료인 알프레트 루트비히를 따라 프랑크푸르트로 건너가 FSV 프랑크푸르트에 입단했다.
공을 잘 다루고 정확한 조준 능력을 지닌 헤어만은 FSV의 즉시 전력감 최좌측 공격수로 발돋움했다. 1952년, 토리노는 헤어만에게 60,000DM의 금액을 제의했지만, 배우자와 아들을 이유로 거절했다. 그는 이후, 담배 가게와 축구 매장을 열었다. 1958년, 헤어만은 35세에 중상을 당하면서 현역에서 은퇴했고, 제크바흐 05를 잠깐 지도했다. 그는 39세에 간경변으로 영면에 들었다.
그는 1954년 월드컵 당시 비타빈 C나 메스암페타민 페르비틴(히틀러의 "기적의 알약" 혹은 "판처-초콜릿"으로도 알려져 있다)이 든 오염된 주사바늘로부터 감염된 지병인 급성 바이러스성 간염이 악화되었다. 이 주사는 선수단 주치의인 프란츠 로겐이 처방한 것으로, 결국 장기간 간 손상("C형 간염")으로 다수의 국가대표 선수들이 감염되었다.